# 銀閃の風
「銀閃の風」（ぎんせんのかぜ）は、鈴木このみの楽曲。坂井竜二が作詞、鈴木ヤスヨシ（カプリチオ・ミュージック）が作曲を手掛けた。鈴木の7枚目のシングルとして2014年11月19日にメディアファクトリーから発売された。

## 音楽性
本曲は、テレビアニメ『魔弾の王と戦姫』のオープニングテーマに起用された。
テノールとバスによるクワイアを動員したシンフォニック・ロック調の曲で、同アニメのヒロインであるエレンの心情も反映されているという。ちなみに制作に関しては難しい言葉を調べながら行ったことを明かしている。
レコーディングは前作までのような炎をイメージした熱いものではなく風使いのエレンに肖った歌い方を心掛けたという。
PVは、赤い衣装を着た鈴木が植木鉢に入った植物が置かれた室内で歌ったり砂漠に佇む内容になっている。

## シングルリリース
2014年11月19日にメディアファクトリーから発売された。鈴木のシングルとしては前作「This game」から約半年ぶりのリリースとなる。
販売形態は初回限定盤（ZMCZ-9717）と通常盤（ZMCZ-9718）の2種リリースで、初回限定盤には本曲のPVとメイキングを収録したDVDが同梱されている。
2曲目「竜星鎮魂歌」は、同アニメのヒロインの1人であるティッタが、戦地に赴いた人物を想う気持ちが歌われているという。
初回限定盤の3曲目「オラシオン」は、テレビアニメ『ノーゲーム・ノーライフ』のエンディングテーマのカバー曲のため収録が決まった際は驚いていたという。また､歌う際は卒業式をイメージしたという。
なお､前作｢This game｣は『ノーゲーム・ノーライフ』のオープニングテーマでもある。
通常盤の3曲目「Born to be」は、テレビアニメ『魔法戦争』のエンディングテーマのカバー曲。歌詞に英語が多く含まれているため収録時は苦労したという。

## シングル収録内容

### 初回限定盤
| #         | タイトル                     | 作詞      | 作曲                                     | 編曲         | 時間  |
| --------- | ---------------------------- | --------- | ---------------------------------------- | ------------ | ----- |
| 1.        | 「銀閃の風」                 | 坂井竜二  | 鈴木ヤスヨシ（カプリチオ・ミュージック） | 鈴木ヤスヨシ | 4:33  |
| 2.        | 「竜星鎮魂歌」               | 坂井竜二  | 山崎泰之                                 | 山崎泰之     | 5:02  |
| 3.        | 「オラシオン」               | ナスカ    | ナスカ                                   | 山崎泰之     | 4:37  |
| 4.        | 「銀閃の風」(instrumental)   |           |                                          |              | 4:33  |
| 5.        | 「竜星鎮魂歌」(instrumental) |           |                                          |              | 5:01  |
| 合計時間: | 合計時間:                    | 合計時間: | 合計時間:                                | 合計時間:    | 23:46 |

| #  | タイトル                             | 作詞 | 作曲・編曲 |
| -- | ------------------------------------ | ---- | ---------- |
| 1. | 「銀閃の風」(Music Clip)             |      |            |
| 2. | 「銀閃の風」(Music Clip-メイキング-) |      |            |

### 通常盤
| #         | タイトル                     | 作詞      | 作曲        | 編曲         | 時間  |
| --------- | ---------------------------- | --------- | ----------- | ------------ | ----- |
| 1.        | 「銀閃の風」                 |           |             |              | 4:33  |
| 2.        | 「竜星鎮魂歌」               |           |             |              | 5:03  |
| 3.        | 「Born to be」               | ナノ      | WEST GROUND | 鈴木ヤスヨシ | 3:46  |
| 4.        | 「銀閃の風」(instrumental)   |           |             |              | 4:33  |
| 5.        | 「竜星鎮魂歌」(instrumental) |           |             |              | 5:01  |
| 合計時間: | 合計時間:                    | 合計時間: | 合計時間:   | 合計時間:    | 22:56 |

## チャート
| チャート（2014年）            | 最高位 |
| ----------------------------- | ------ |
| オリコン                      | 31     |
| Billboard Japan Hot 100       | 32     |
| Billboard Japan Hot Animation | 5      |